# クロパラーティ
クロパラーティ（イタリア語: Cropalati）は、イタリア共和国カラブリア州コゼンツァ県にある、人口約1,100人の基礎自治体（コムーネ）。

## 地理

### 位置・広がり

#### 隣接コムーネ
隣接するコムーネは以下の通り。
- カロペッツァーティ
- カロヴェート
- コリリアーノ＝ロッサーノ
- ロンゴブッコ
- パルーディ